# 高爾 (英國國會選區)
高爾（英語：Gower），英國國會一郡選區，位於威爾斯西南部斯旺西西北郊區。始設於1885年。
本區1910年以前支持自由黨，此後一直支持工黨。2010年大選中，馬丁·卡頓以38.4%選票勝出該區成功連任。